# Zsigmond burgund király
Sigismund vagy Szent Zsigmond (470 körül – 524. május 1.) a burgundok királya 516 és 524 között. Szent és mártír, Gundobad király fia, és társuralkodója. Zsigmond felesége Ostrogotha, Theuderich keleti gót király lánya. 510 után keresztelkedett meg, valószínűleg az első frank-burgundi háború után. 516-ban, uralkodása kezdetén az addig ariánus gyermekei is katolikusok lettek.

## Gyerekei áttérése
Lyonban fényes ünnepség keretében először leányát, Suavegothát keresztelték meg. Mivel az ariánusok is keresztényeknek számítottak, nem újrakeresztelés, csak szent olajjal való megkenés és az arianizmus tanainak elutasítása jelentette az áttérést. Másnap a trónörököst, Sigerichet kenték fel. Szent Avitus személyesen asszisztált a szertartásnál. Suavegotha nem sokkal ezután a frank Klodvig fiának, Theoderichnek lett a felesége.

## Levelezése
Sigismund uralkodása kezdetén levelet küldött Anasztasziosz császárnak, melyben kifejti, hogy az általa birtokolt területet a császár nevében és megbízásából kormányozza, és népét valamint királyságát a császár oltalmába helyezte. Egy másik levélben köszönetet mondott a császártól kapott magister militum, tiszteletreméltó patricius és a birodalom szövetségese címekért.
Szent Avitus még Gundobad életében küldött Sigismundnak egy levelet Genfbe, amelyben gratulált ahhoz, hogy Genf városát megtisztította az eretnekektől, és javasolta még határozottabb lépések megtételére. Ez a tanács azonban szembefordíthatta Sigismundot mint társuralkodót az arianizmushoz ragaszkodó burgund előkelőkkel.

## Törvényei
Uralkodásának második évében új törvénykönyvet adott ki, mely a Lex Gundobada újabb kiadása volt, kiegészítve részben az apja, részben az ő általa hozott rendelkezésekkel.

## Vallás

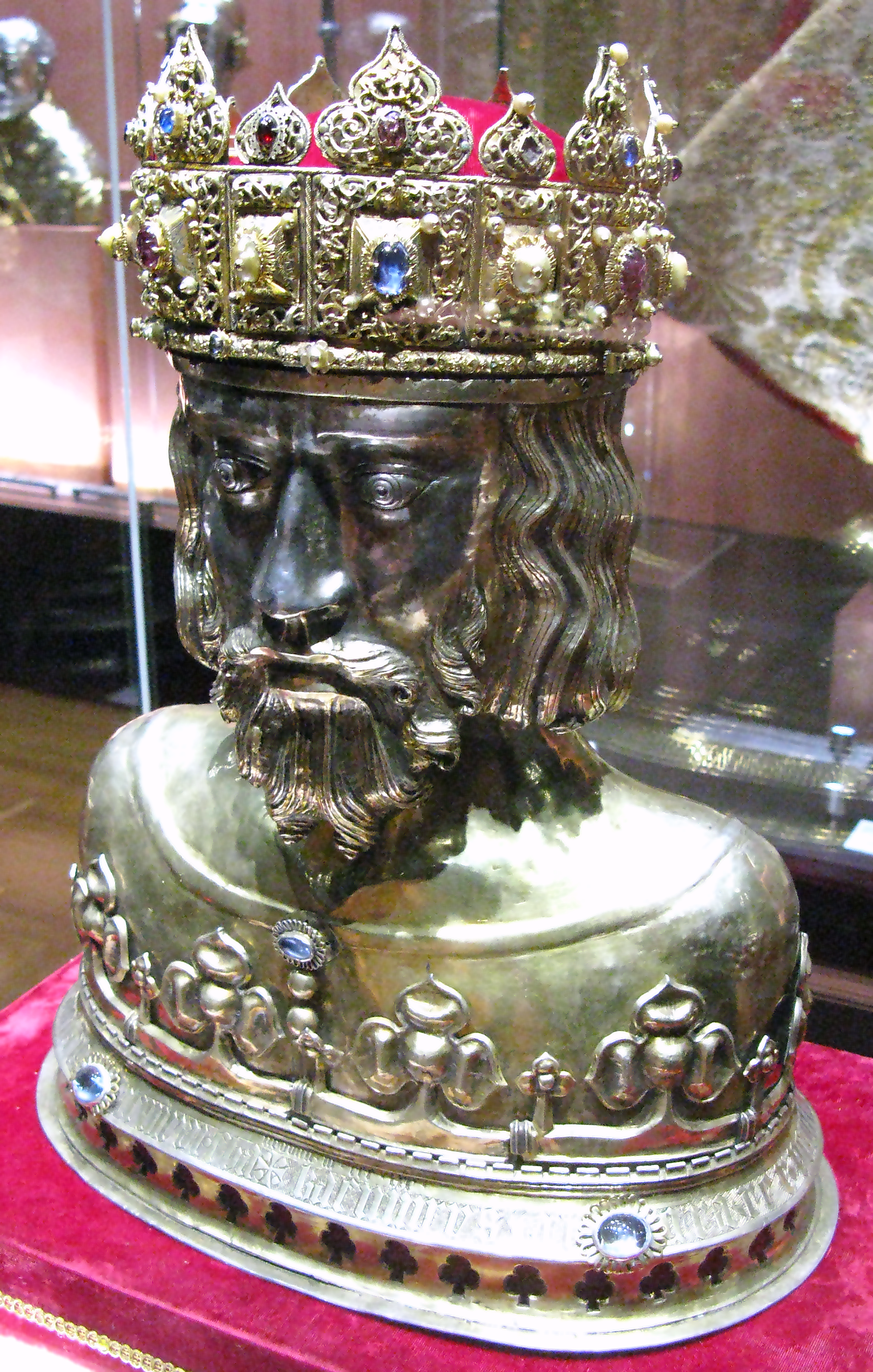
Sigismund hermája

Trónra kerülése után Szent Móric és a tébai légionárius mártírok emlékére bazilikát építtetett és kolostort alapított Agaune-ban (Saint-Maurice-en-Valais). Az épület felszentelésén szintén Avitus mondott beszédet.
517 szeptemberében Avitus és a lyoni püspök, Viventolius zsinatra hívta össze Burgundia valamennyi főpapját. A zsinaton világiak is részt vehettek, és célja az volt, hogy a katolicizmust az ország minden lakójával elfogadtassa. A zsinat alatt azonban meghalt Avitus, így, mivel Viventolius sokkal toleránsabb volt, a határozatot nem hozták meg. Más dolgokat azonban szabályoztak, így az egyház vagyonát, a papság feltételeit és erkölcseit, valamint a püspökök jogait és kapcsolatukat a világi bíróságokkal. A klérusnak megtiltották, hogy az ariánusokkal érintkezzenek. A katolikus templomokat vissza kellett adni, de az ariánus templomokat nem rombolták le.
Sigismund király különösen vallásos volt, nagy tisztelettel viseltetett a szentek ereklyéi iránt, gyakran kereste fel a kolostort és igényelte a papok és szerzetesek társaságát. Ennek ellenére nem volt gyenge kezű uralkodó, sőt inkább túl gyakran is adta át magát a féktelen haragnak.

## Az Etienne-Palladia-ügy
Egy Etienne nevű kedvenc hivatalnoka feleségül vette meghalt felesége húgát, Palladiát. Mivel az egyház tiltotta a rokonházasságot, a király arra kényszerítette a püspököket, hogy hívjanak össze egy újabb zsinatot, amely feloldja a tilalmat. Az ekkor összegyűlt 12 prelátus azonban elutasította a szóban forgó kánon megváltoztatását, és újból kimondták Etienne és Palladia elítélését és mindazokét, akik követik a példájukat. Ugyanakkor azt is hozzátették, hogy ha döntésük miatt királyi szankció sújtaná bármelyiküket is, akkor valamennyien osztoznak a büntetésben, és ha a király szakítana az egyházzal, akkor mindaddig egy monostorba zárkóznak, míg a király alá nem veti magát a zsinat határozatának. Erre Sigismund nem volt hajlandó, ezért a püspökök elmenekültek egy kis villába, és a királynak kényszeríteni kellett őket, hogy visszatérjenek. Valence püspöke erre nem volt hajlndó, így Sigismundnak engednie kellett. Elfogadta a döntést, amely enyhített változatban büntette Etienne-t és Palladiát: részt vehettek a misén, csak a közös imában nem.

## Fiúgyilkosság
522-ben Sigismund rendeletére megölték Sigerichet, a király fiát. Az ok az volt, hogy Sigismund első felesége halála után újra megnősült, és az új feleség rosszul bánt az első házasságból származott Sigerichkel. A fiú egy ünnepségen észrevette, hogy mostohaanyja az ő anyjának ruháját viseli és ezt szóvá tette. A mostohaanya ekkor Sigismundot a fia ellen hangolta, megvádolva azzal, hogy Sigismund trónjára tör, ezért a király megfojtatta Sigerichet. A tettét azonnal megbánta, és többnapos vezeklése és böjtre az általa alapított kolostorba vonult és elrendelte, hogy meghatározott számú pap folyton a zsoltárokat énekelje.

## Háborúk a frankokkal
Az első frank háborúra a burgund királyok testvérviszálya is okot adott, de valójában Klodvig hódító tervei álltak a háttérben. A háborút követő mintegy 20 éves békét házasságokkal pecsételték meg. Suavegotha Klodvig fiának felesége lett, és Chlodomer is burgund hercegnőt kapott. Theoderich keleti gót királyt aggasztotta a burgund-frank szövetség, mert féltette vejének, a nyugati gót királynak a birodalmát, ezért figyelmeztető levelet küldött Sigismundnak. 507-ben Klodvig a burgundokkal együtt megtámadta a nyugati gót birodalmat, és Vouillé mellett vereséget mért rájuk, azonban a csatában elesett a nyugati gót király, Alarich is. Miután Klodvig bevette Toulouse-t és elfoglalta a nyugati gót király kincstárát, magára hagyta a burgundokat, hogy egyedül hódítsák meg a nekik szánt provinciákat, de a burgundokat a keleti gótok kiszorították Provence-ból.
Az 507 és 510 közötti események véget vetettek a nyugati germán királyságok közötti békének. 523-ban a frankok megindították a Burgundia elleni háborújukat. Tours-i Szent Gergely a háborút Klodvig özvegyének, Klotildnak a bosszújával indokolta, akinek a szüleit Gundobad megölette. A történészek kételkednek benne, hogy Klotild királyné öregkorára bosszúszomjassá vált volna.

## Sigimund halála, legendája és tisztelete
A váratlan támadástól meglepett burgund sereg vereséget szenvedett Lyonnál. Sigismund öccse, Godomar elmenekült, a király pedig egy erdőbe rejtőzött. Több burgund átállt a győztes frankokhoz, és megígérték nekik, hogy megkeresik a királyt. Sigismund az árulás hírére levágta a haját, szerzetesi ruhát öltött, böjtölni és imádkozni kezdett. Elindult az általa alapított kolostor felé, de útközben családjával együtt elfogták, Orléansba vitték, ahol feleségével és két fiával együtt megölték és egy kútba dobták.
A legenda szerint három év múlva a kút fölött fény gyúlt, és Venerandust, a Szent Móric kolostor apátját egy angyal álmában értesítette a csodáról. Az apát  királyhoz fordult, hogy engedélyezze  tetemek kiemelését, és a kolostorba temetését. A testeket átszállították Agaune-ba és a Szent János Evangélista bazilikában temették el őket.
Sigismund tisztelete Magyarországra is eljutott. IV. Károly német-római császár mint családja patrónusának, a szent ereklyéit Prágába vitette 1354-ben. Fia, Zsigmond róla kapta a nevét. Ő 1410-ben magyar királyként kápolnát alapított Szent Zsigmond tiszteletére, majd 1424-ben a husziták elől Prágából Nagyváradra menekítette az ereklyéket Pray György és Podhradszky József szerint. Ennek ellentmond Balogh Jolán megállapítása, hogy az ereklyének semmilyen későbbi váradi említését nem ismerjük, amelyből ő arra következtetett, hogy a szent maradványait visszavitték Prágába.